# Waipaoa River
Der Waipaoa River ist ein Fluss in der Region Gisborne auf der Nordinsel von Neuseeland.

## Geographie
Der Waipaoa River entspringt im Mangatū Forest, rund 300 m nordöstlich des 965 m hohen Kererūhuahua. Von seinem Quellgebiet aus fließt der Fluss über eine Gesamtlänge von rund 110 km bevorzugt in einer südsüdwestlichen bis südsüdöstlichen Richtung und mündet rund 6 km südwestlich von Gisborne in die Tūranganui-a-Kiwa / Poverty Bay.
Als linke Nebenflüsse weist der Waipaoa River die Flüsse Waingaromia River und Waihora River auf und rechtsseitig tragen die Flüsse Mangatu River, Waikohu River und Te Arai River ihre Wässer zu.
Insgesamt entwässert der Waipaoa River eine Fläche von 2164,84 km², was rund ein Viertel der Gesamtfläche des Gisborne District ausmacht.
Der New Zealand State Highway 2 stößt von Westen mit dem Waihuka River und Waikohu River kommend auf den Waipaoa River und begleitet ihn wechselseitig fast bis zu seinem Mündungsgebiet.